# Asz-Szajch Rih
Asz-Szajch Rih (arab. الشيخ ريح) – miejscowość w Syrii, w muhafazie Hama. W 2004 roku liczyła 1048 mieszkańców.